# Visconde de Almeidinha
Visconde de Almeidinha, é um um título nobiliárquico criado por D. Luís I de Portugal, por Decreto de 20 de dezembro de 1885 e Carta de 20 de dezembro de 1885, a favor de João Carlos do Amaral Osório e Sousa, antes 2.º Barão de Almeidinha.
Titulares
1. João Carlos do Amaral Osório e Sousa, 1.º Visconde de Almeidinha.

Armas

Esquartelado: no 1.º Amaral; no 2.º Sousa (de Arronches); no 3.º Osório; e no 4º Vasconcelos. Coroa de visconde. Timbre: de Amaral